# کارلی لوید

کارلی آن لوید (انگلیسی: Carli Anne Lloyd؛ زادهٔ ۱۶ ژوئیه ۱۹۸۲ در دلران، نیوجرسی) یک بازیکن بازنشسته فوتبال و هافبک باشگاه هیوستون دش و تیم ملی فوتبال زنان ایالات متحده آمریکا است.
وی دو بار برندهٔ بازی‌های المپیک و قهرمان جام جهانی فوتبال زنان و بازیکن سال فوتبال جهان در سال ۲۰۱۶ شده‌است.

## بهترین بازیکن سال
او در سال ۲۰۱۵ و در ۳۳ سالمین بهار عمرش به عنوان بهترین بازیکن سال انتخاب شد، او پس از دریافت توپ طلا، لحظه دریافت توپ طلای جهان را بهترین لحظه عمرش خطاب کرد، همچنین او از تلاش سخت خود برای آینده خبر داد.